# Alangium sinicum
Alangium sinicum là một loài thực vật có hoa trong họ Cornaceae. Loài này được (Nakai) S.Y.Hu, Spongberg & Z.Cheng miêu tả khoa học đầu tiên năm 1983.